# Serbische Billie-Jean-King-Cup-Mannschaft

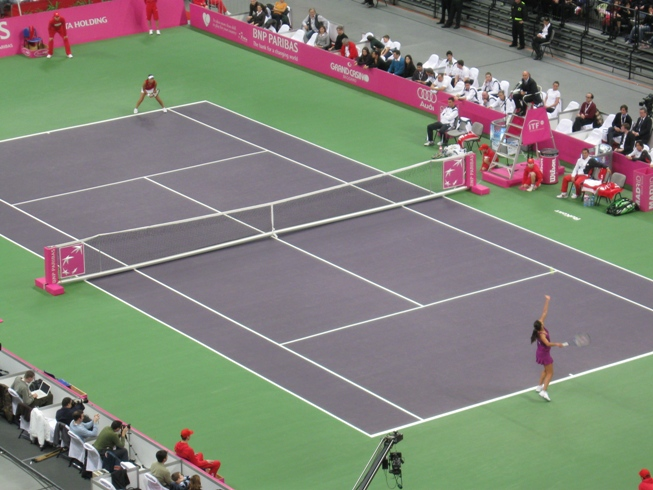
Ana Ivanović 2009 gegen Ai Sugiyama aus Japan

Die serbische Billie-Jean-King-Cup-Mannschaft ist die Tennisnationalmannschaft von Serbien, die im Billie Jean King Cup eingesetzt wird. Der Billie Jean King Cup (bis 1995 Federation Cup, 1996 bis 2020) ist der wichtigste Wettbewerb für Nationalmannschaften im Damentennis, analog dem Davis Cup bei den Herren.

## Geschichte
Das serbische Team ist, was historische Statistiken im Billie Jean King Cup angeht, Nachfolger der jugoslawischen Mannschaft und der Mannschaft von Serbien und Montenegro. Erstmals als eigenständiges Land nahm Serbien im Jahr 2007 am Billie Jean King Cup teil. 2009 gelang durch einen 4:0-Sieg in den Play-offs gegen Spanien erstmals der Sprung in die Weltgruppe 1.

## Teamchefs (unvollständig)
- Tatjana Ječmenica 2005–2006
- Dejan Vraneš 2007–2014
- Tatjana Ječmenica seit 2015

## Spielerinnen der Mannschaft (unvollständig)
| Spielerinnen      | Einsätze | Einsätze | Einsätze   |
| Spielerinnen      | erster   | letzter  | Bilanz S/N |
| ----------------- | -------- | -------- | ---------- |
| Olga Danilović    | 2018     | 2019     | 7:4        |
| Wesna Dolonz      | 2013     | 2014     | 1:4        |
| Ana Ivanović      | 2006     | 2015     | 20:9       |
| Jovana Jakšić     | 2014     | 2016     | 2:3        |
| Jelena Janković   | 2001     | 2016     | 34:16      |
| Ivana Jorović     | 2015     | 2019     | 13:9       |
| Ana Jovanović     | 2005     | 2011     | 3:6        |
| Bojana Jovanovski | 2010     | 2014     | 6:11       |
| Aleksandra Krunić | 2009     | 2019     | 14:9       |
| Vojislava Lukić   | 2007     | 2007     | 2:2        |
| Bojana Marinković | 2017     | 2018     | 0:3        |
| Dejana Radanović  | 2017     | 2018     | 2:3        |
| Nina Stojanović   | 2014     | 2017     | 5:7        |